# Frideborg Winblad
Frideborg Winblad, född 18 januari 1869 i Anundsjö socken i Ångermanland, död 30 november 1964 i Härnösand, var en svensk folkskollärare och seminarieföreståndare.

## Biografi
Frideborg Winblad var dotter till organisten Anton Julius Winblad (1828–1901), som var den första skolläraren i Ytterlännäs, och Elsa Maria Elisabeth Näslund (1829–1907). Morfadern Israel Näslund var komminister i Ytterlännäs. Hon hade åtminstone fem syskon och ett halvsyskon. År 1890 bodde hon på prästbordet med sina föräldrar och arbetade tillsammans med sin far. Frideborg Winblad tog examen vid Folkskoleseminariet i Umeå 1896. Hon flyttade till Härnösand på hösten samma år och verkade som folkskollärare. 1907 blev hon föreståndare för Härnösands småskoleseminarium och gick i pension 1929.
Winblad spelade en viktig roll för folkskolans utveckling i Sverige. Hon deltog i lagstiftningsarbete från myndighetshåll genom en utredning för utveckling av lärarutbildning och var med och utarbetade nya kursplaner och läroplaner. Hon var den enda kvinnliga ledamoten i dessa kommittéer. Under flera år var hon vice ordförande i Folkskolelärarföreningens styrelse. År 1928 utgav hon minnesskriften Landstingets småskoleseminarium 1877–1927.
1939 skapades ett stipendium i hennes namn. Hon är gravsatt i Anundsjö med sina föräldrar.